# Gregorytal
Gregorytal, uppkallat efter James Gregory, är inom matematiken ett reellt tal på formen:
{\displaystyle G_{x}=\sum _{i=0}^{\infty }(-1)^{i}{\frac {1}{(2i+1)x^{2i+1}}}}
där x är ett rationellt tal större än eller lika med 1. Med tanke på potensserieexpansionen för arctangens har vi
{\displaystyle G_{x}=\arctan {\frac {1}{x}}.}
Fallet x = 1 ger Leibnizs formel för pi.